# Джурджев дол
Джурджев дол (на сръбски: Ђурђев Дол; на албански: Shëngjergji) е село в Косово, част от Община Качаник, Гнилянски окръг. Населението на селото през 1991 година е 309 души.

## Население
- 1948 – 493 жители
- 1953 – 515 жители
- 1961 – 369 жители
- 1971 – 276 жители
- 1981 – 298 жители
- 1991 – 309 жители